# Rybany
Rybany jsou obec na Slovensku v okrese Bánovce nad Bebravou.
Leží v nadmořské výšce 188 metrů. Žije zde přibližně 1 500 obyvatel.
První písemná zmínka o obci je z roku 1323. V obci je římskokatolický kostel Všech svatých z roku 1300.

## Osobnosti
- Alojz Kramár (1916 – 1985) – slovenský herec
- Ján Kramár (1928– 2020) – slovenský herec
- Vladimír Kopanický (* 1937) – slovenský fotbalista
- Marián Masný (* 1950) – slovenský fotbalista